# Ouroux-sur-Saône
Ouroux-sur-Saône é uma comuna francesa na região administrativa de Borgonha-Franco-Condado, no departamento Saône-et-Loire. Estende-se por uma área de 22,71 km². Em 2010 a comuna tinha 3 152 habitantes (densidade: 138,8 hab./km²).